# Beca TV
Beca TV fue un canal de televisión español fundado el 18 de marzo de 2001 y que cerró sus emisiones el 21 de julio de 2003, a causa de la fusión entre Canal Satélite Digital y Vía Digital. Este canal, además de su programación habitual, fue uno de los canales de los que durante esa época ofrecía servicios interactivos.

## Historia
Grupo Planeta presentó el 18 de marzo del 2001 un nuevo canal llamado Beca TV, cuya programación consistía en contenidos culturales para aumentar los conocimientos del telespectador y ofrecer información educativa. Además, incluía unos servicios interactivos que posibilitaban la compra de material para la ESO, la contratación de cursos, y la compra de productos del catálogo de la Tienda Beca. Además, el Grupo Planeta confirmó que se podía enviar cierta información de contenidos del canal a través del correo electrónico, y más adelante, a las PDAs y teléfonos móviles.
El 1 de abril, Beca TV inició sus emisiones en la plataforma de pago Quiero TV.
El 1 de diciembre de ese mismo año, Beca TV entró en Vía Digital, consiguiendo ofrecer el canal en dos plataformas distintas.
El 30 de junio de 2002, se cesaron las emisiones del canal en Quiero TV, ya que la plataforma sufrió muchas pérdidas de dinero e hizo quiebra, cerrándose ese mismo día.
En julio de 2002, el Grupo Planeta anunció que en septiembre, los telespectadores podían enviar un SMS al 2015 con la palabra "BECA" y una temática de contenidos como "ciencia", y rápidamente se le enviarían por SMS los contenidos de esa temática que se encontraban en la parrilla del canal. En ese mismo mes, también se anunciaba un nuevo concurso interactivo del canal: ¿Quién quiere ser millonario? 50x15. La mecánica era fácil: cuando Carlos Sobera anunciaba una pregunta al concursante del plató, empezaba una cuenta atrás que finalizaba cuando el concursante había seleccionado una de las opciones. Durante ese tiempo, el telespectador podía elegir la opción que creía que era correcta. Cuantas más preguntas acertaba el telespectador, más puntos y más puestos avanzaba en el 'ranking' de usuarios que participaban en el concurso, y más posibilidades tenía de ganar premios que el canal repartía entre los usuarios con más puntuación.
El 21 de julio de 2003 Vía Digital se fusionaba mediante absorción con Canal Satélite Digital. Esa fusión provocó la desaparición de muchos de los canales que formaban Vía Digital, y uno de ellos fue Beca TV.

## Inversión
El Grupo Planeta hizo una inversión inicial de 3000 millones de pesetas, que se preveía que se aumentaría a 6000 millones de pesetas hasta 2005. El 60 % de la inversión inicial estaba dedicada a la producción de los contenidos propios y a la compra de documentales de productoras ajenas, y el 40 % restante era para los servicios interactivos que incluía el canal.

## Programación
Su programación, formada por 16 horas diarias, disponía de documentales que producía el canal, programas de debate y contenidos culturales en el 40 %, mientras que en el resto se emitían contenidos comprados a otras distribuidoras o productoras.